# 1173
سنة 1173 كانت سنة بسيطة تبدأ يوم الإثنين (الرابط يظهر نموذج التقويم الكامل للسنة) من التقويم اليولياني.

## مواليد
- الملك المجاهد أسد الدين شيركوه

## وفيات
- نجم الدين أيوب